# Livia S. Reinhard
Livia Sandra Reinhard (bürgerlich Sandra Livia Knubel; * 20. September 1974 in Bern) ist eine Schweizer Schauspielerin und Dozentin, die als Schauspielerin hauptsächlich in Deutschland arbeitet.

## Leben
Nach ihrem Schulabschluss machte sie zunächst eine Ausbildung zur Bürokauffrau und arbeitete fünf Jahre in diesem Beruf. Dann entschloss sie sich Schauspielerin zu werden. Sie absolvierte ihr Studium an der Hochschule für Film- und Fernsehen „Konrad Wolf“ in Potsdam-Babelsberg.
Während des Studiums spielte sie unter anderem in dem Stück Sonnenallee an den Uckermärkischen Bühnen Schwedt. Einem breiten Publikum wurde sie durch die Rolle der Nancy Konnopke in Hinter Gittern – Der Frauenknast bekannt, die sie für 100 Folgen verkörperte.
Von 2006 bis 2008 spielte sie am Theater Magdeburg in 48 Aufführungen die Hauptrolle in Neil LaButes gesellschaftskritischem Drama Fettes Schwein. Ebenfalls am Theater Lüneburg ab 2009.
2010 spielte sie bei art der stadt e. v. in Gotha die Katharina-Charlotte in Jordi Galcerans Stück Die Grönholm Methode.
Neben der Schauspielerei arbeitet sie als Dozentin an der Fachhochschule Nordwestschweiz (FHNW). 

## Filmografie
- Unter anderem mehrere Hochschulfilme
- Kurzfilme: Versöhnung, Baden-Baden, Brandzeichen, Ich bin doch nicht blind, Fetter Zauber, Anima
- 2003–2005: Hinter Gittern – Der Frauenknast (RTL)
- 2005: Alarm für Cobra 11 (RTL)
- 2005: Vitus (Kino)
- 2005: Mein Leben und Ich (RTL)
- 2006: Die Anwälte (RTL / ARD)
- 2006: Fünf Sterne (ZDF)
- 2007: Stiller Frühling (Kino)
- 2007: Du tust mir (Kurzfilm)
- 2008: Fleisch ist mein Gemüse (Kino)
- 2008: Gefühlte XXS (Sat 1)
- 2009: Heute keine Entlassung (ZDF)
- 2011: Alarm für Cobra 11, Episode „In der Schusslinie“
- 2012: Maria (Kurzfilm)
- 2012: Klinik am Alex, Episode „Ja, ich will“
- 2014: Schmidt – Chaos auf Rezept, Episode „High Escort für alle!“
- 2014: Chrieg (Kinofilm)
- 2015: Tatort – Schutzlos
- 2016: Der Bestatter, Episode „Falsche Freunde“